# همفري بريدو
همفري بريدو (بالإنجليزية: Humphrey Prideaux) (1648 - 1724 م) هو مستشرق إنجلترا اشتهر بكتابه «حياة محمد»، الذي نشر سنة 1697 م.

## حياته
ولد في پدستو(بمقاطعة كورنول، غربي إنكلترة) في 3 مايو سنة 1648 م. التحق بجامعة أوكسفورد، في كلية المسيح، وحصل على البكالوريوس في الآداب B.A. في يونيو سنة 1672، وعلى الماجستير في الآداب M.A. في 15 نوفمبر سنة 1682، وعلى الدكتوراه في اللاهوت D.D. في 8 يونيو سنة 1686. وفي سنة 1678 عُيّن مدرّساً للغة العبرية في كلية المسيح بجامعة أوكسفورد.

## آثاره

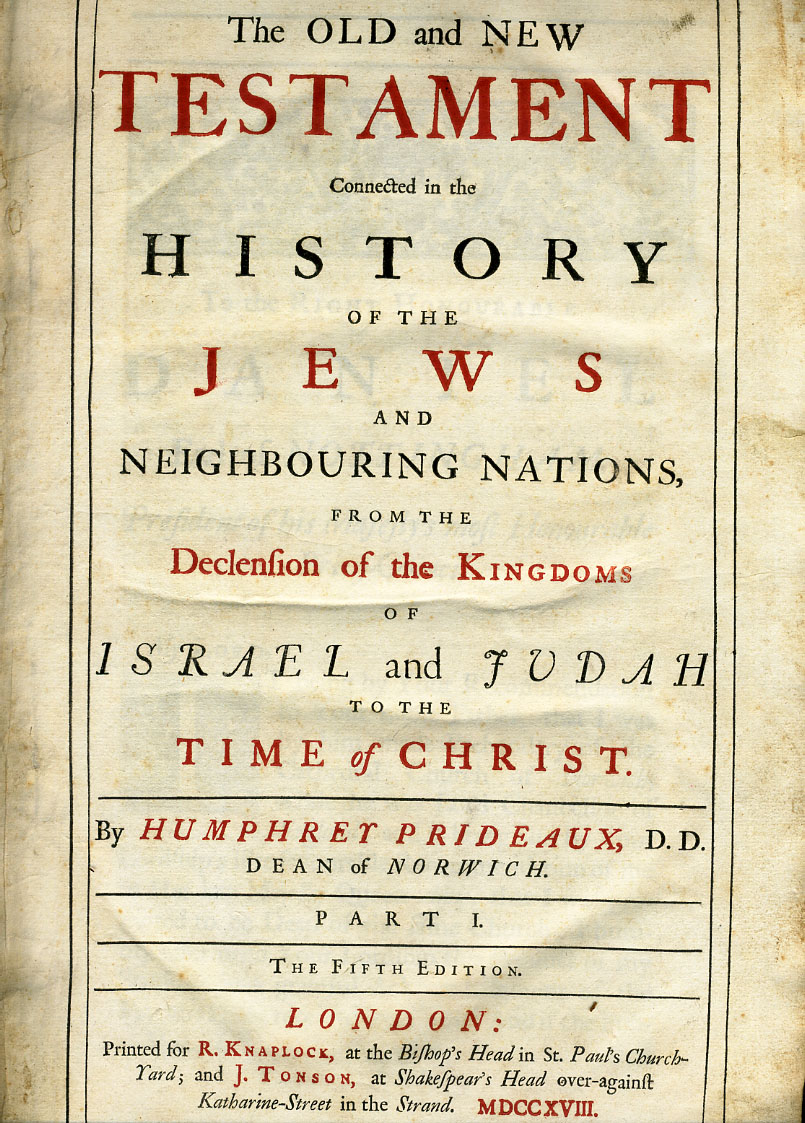
«العهد القديم والعهد الجديد مرتبطين في تاريخ اليهود والأمم المجاورة»، غلاف الطبعة الخامسة 1718 م.